# Хрустальный мир
«Хрустальный мир» — ранний рассказ Виктора Пелевина. Первая публикация — в журнале «Знание — сила» (№ 3, март 1991, стр. 83—91). Вне периодики впервые опубликован в составе первого сборника Пелевина «Синий фонарь» (1991).

## Сюжет
Накануне Октябрьской революции в Петрограде на Шпалерной улице юнкера Николай и Юрий несут дежурство с главным заданием: не пропускать никого в Смольный. Юнкера несут дежурство, употребляя разные наркотики и ведя философские беседы, постоянно прерываемые попытками непонятных личностей пройти к Смольному.
Попутно Юрий, один из юнкеров, объясняет другому, что у каждого человека есть миссия, которая может оказаться неожиданной для него самого. На вопрос, как узнать свою миссию, Юрий открывает, что когда-то он слушал лекции основателя религиозно-мистического учения антропософии Рудольфа Штейнера. Штейнер открыл Юрию, что на нём особый знак, в судьбе у него особая миссия — защитить мир от древнего демона. Николая же посещают видения, где он с Юрием предстают в образе витязей, защищающих город в хрустальном шаре от какого-то чудовища. Однако ни Юрию, ни Николаю не удаётся понять, в чём именно состоит их миссия.
Постепенно выясняется, что в Смольный пытается прорваться сам лидер большевиков В. И. Ленин. И вот, очередной раз, когда юнкера страдают от отходняка после употребления эфедрина, они пропускают рабочего Эйно Райхья якобы с грузом лимонада от фирмы «Карл Либкнехт и сыновья». На самом деле, имеется в виду историческое событие, — как финский коммунист Рахья провёл Ленина в Смольный.
Тем самым юнкера провалили свою миссию, и древний демон овладевает Россией.

## Историческая подоплёка
Реальная историческая основа рассказа — воспоминания Эхно Райхья о том, как он провёл Ленина в Смольный 25 октября 1917 года:
Уже прошли большое расстояние от Шпалерной, когда два юнкера верхом на лошадях предстали перед нами и закричали: «Стойте! Паспорта!» Я шепнул Владимиру Ильичу: «Идите, я с ними справлюсь». У меня в кармане было два револьвера. Я начал грубо ссориться с ними; Владимир Ильич потихоньку ушёл от нас. Наконец они, очевидно, решили, что не стоит тратить время на потасовку с двумя бродягами вроде нас. Мы на самом деле выглядели как типичные оборванцы. Они ускакали прочь.

## Особенности
Имена главных героев, Николай Муромцев и Юрий Попович, напоминают об Илье Муромце и Алёше Поповиче, былинных богатырях и защитниках русской земли. Имя Юрий является фонетическим вариантом имени Георгий и, вероятно, отсылает к Георгию Победоносцу, победившему змия и спасшего царевну и город. За именем Николай, предположительно, стоит Николай Чудотворец. Однако оба персонажа представлены в рассказе травестийно — так автор иронизирует над упадком русской духовной культуры в начале XX века. Чистая, хрустальная Россия из видения Николая противопоставляется реальной, грязной, погружённой в революционный хаос.
Рассказ имеет эпиграф в виде цитаты из стихотворения Александра Блока «Я жалобной рукой сжимаю свой костыль…», задающего тон повествования. Цитаты из этого стихотворения присутствуют в рассказе и далее.